# Atletica leggera ai Giochi della XXXII Olimpiade - 3000 metri siepi femminili

Video ufficiale della Finale

Ai Giochi della XXXII Olimpiade la competizione dei 3000 metri siepi femminili si è svolta nei giorni 1 e 4 agosto 2021 presso lo Stadio nazionale di Tokyo.

## Presenze ed assenze delle campionesse in carica
| Competizione           | Atleta                | Prestazione |            |
| ---------------------- | --------------------- | ----------- | ---------- |
| Olimpiadi 2016         | Ruth Jebet            | 8'59"75     | Assente    |
| Commonwealth 2018      | Aisha Praught-Leer    | 9'21”00     | Non qual.  |
| Europei 2018           | Gesa Felicitas Krause | 9'19”80     | Presente   |
| Asiatici 2018          | Winfred Yavi          | 9'36”52     | Presente   |
| Panamericani 2019      | Geneviève Lalonde     | 9'41”45     | Presente   |
| Africani 2019          | Mekides Abebe         | 9'35”18     | Presente   |
| Mondiali 2019          | Beatrice Chepkoech    | 8'57"84     | Presente   |
|                        |                       |             |            |
| Mondiali under 20 2018 | C. Chepteek Chespol   | 9'12”78     | Non selez. |

1. ↑  Di origine keniota.

Graduatoria mondiale
In base alla classifica della Federazione mondiale, le migliori atlete iscritte alla gara erano le seguenti:
| Pos. | Atleta             | Punti | Note |
| ---- | ------------------ | ----- | ---- |
| 1    | Beatrice Chepkoech | 1475  |      |
| 2    | Hyvin Jepkemoi     | 1415  |      |
| 3    | Emma Coburn        | 1410  |      |

## La gara
Sorprende il tempo con cui viene corsa la prima batteria: il 9'10”80 di Winfred Yavi (Bahrein) è il più veloce di sempre in un turno di qualificazione.
La finale non ha una chiara favorita. Si mette in testa al gruppo Peruth Chemutai (Uganda) per tenere il ritmo alto. Il primo km è percorso in 3'05”2. Al passaggio dei 2 km c'è un terzetto in testa: Courtney Frerichs (USA), che passa in 6'05”2, la Chemutai e Hyvin Jepkemoi (Kenya). 

Nel rettilineo opposto a quello d'arrivo la statunitense accelerea: solo la Chemutai rimane a ruota. A un giro e mezzo dalla fine sembra che per l'americana sia fatta: è in spinta ed anche l'ugandese si è leggermente staccata. Alla campanella dell'ultimo giro le posizioni sono: Frerichs; Chemutai (a 5 m); Jepkemoi (a 15 m); Chepkoech (a 25 m).
La Frerichs comincia a soffrire a causa del lungo sforzo profuso e l'ugandese si avvicina. La supera sul rettilineo opposto a quello d'arrivo. La statunitense le rimane attaccata fino alla barriera con l'acqua, poi la lascia andare. La Chemutai vince con oltre 20 m di vantaggio.
Hyvin Jepkemoi, terza, si accorge che Mekides Abebe (Etiopia) la sta raggiungendo: tira fuori tutte le energie rimaste e riesce a sprintare fino alla fine. Quella dell'etiope, solo sesta a 400 m dalla fine, è stata una bella rimonta, anche se incompiuta.
La vittora di Perth Chemutai era una delle più impronosticabili dell'atletica leggera ai Giochi di Tokyo. 

## Risultati

### Batterie
Le prime tre atlete di ogni batteria (Q) e le successive sei più veloci (q) si qualificano per le semifinali.

#### Batteria 1
| Pos. | Atleta             | Nazionalità | Tempo    | Note                          |
| ---- | ------------------ | ----------- | -------- | ----------------------------- |
| 1    | Winfred Yavi       | Bahrein     | 9'10"80  | Q                             |
| 2    | Peruth Chemutai    | Uganda      | 9'12"72  | Q                             |
| 3    | Emma Coburn        | Stati Uniti | 9'16"91  | Q                             |
| 4    | Geneviève Lalonde  | Canada      | 9'22"64  | q                             |
| 5    | Purity Kirui       | Kenya       | 9'30"13  |                               |
| 6    | Marwa Bouzayani    | Tunisia     | 9'31"25  | Miglior prestazione personale |
| 7    | Lea Meyer          | Germania    | 9'33"00  |                               |
| 8    | Xu Shuangshuang    | Cina        | 9'34"92  |                               |
| 9    | Michelle Finn      | Irlanda     | 9'36"26  |                               |
| 10   | Lomi Muleta        | Etiopia     | 9'45"81  |                               |
| 11   | Nataliya Strebkova | Ucraina     | 9'49"15  |                               |
| 12   | Belén Casetta      | Argentina   | 9'52"89  |                               |
| 13   | Georgia Winkcup    | Australia   | 9'59"29  |                               |
| 14   | Simone Ferraz      | Brasile     | 10'00"92 |                               |

#### Batteria 2
| Pos. | Atleta                  | Nazionalità   | Tempo    | Note             |
| ---- | ----------------------- | ------------- | -------- | ---------------- |
| 1    | Courtney Frerichs       | Stati Uniti   | 9'19"34  | Q                |
| 2    | Gesa Krause             | Germania      | 9'19"62  | Q                |
| 3    | Beatrice Chepkoech      | Kenya         | 9'19"82  | Q                |
| 4    | Zerfe Wondemagegn       | Etiopia       | 9'20"01  | q                |
| 5    | Luiza Gega              | Albania       | 9'23"85  | q                |
| 6    | Genevieve Gregson       | Australia     | 9'26"11  | q                |
| 7    | Tatiane Raquel da Silva | Brasile       | 9'36"43  | Record nazionale |
| 8    | Regan Yee               | Canada        | 9'41"14  |                  |
| 9    | Irene van der Reijken   | Paesi Bassi   | 9'42"98  |                  |
| 10   | Yuno Yamanaka           | Giappone      | 9'43"83  |                  |
| 11   | Aimee Pratt             | Gran Bretagna | 9'47"56  |                  |
| 12   | Aneta Konieczek         | Polonia       | 10'07"25 |                  |
| 13   | Zita Kácser             | Ungheria      | 10'43"99 |                  |

#### Batteria 3
| Pos. | Atleta                | Nazionalità   | Tempo    | Note                                     |
| ---- | --------------------- | ------------- | -------- | ---------------------------------------- |
| 1    | Hyvin Jepkemoi        | Kenya         | 9'23"17  | Q                                        |
| 2    | Maruša Mišmaš-Zrimšek | Slovenia      | 9'23"36  | Q                                        |
| 3    | Mekides Abebe         | Etiopia       | 9'23"95  | Q                                        |
| 4    | Valerie Constien      | Stati Uniti   | 9'24"31  | q                                        |
| 5    | Elizabeth Bird        | Gran Bretagna | 9'24"34  | q                                        |
| 6    | Elena Burkard         | Germania      | 9'30"64  |                                          |
| 7    | Lili Anna Toth        | Ungheria      | 9'30"96  | Miglior prestazione personale            |
| 8    | Alicja Konieczek      | Polonia       | 9'31"79  |                                          |
| 9    | Anna Emilie Møller    | Danimarca     | 9'31"99  | Miglior prestazione personale stagionale |
| 10   | Alycia Butterworth    | Canada        | 9'34"25  |                                          |
| 11   | Amy Cashin            | Australia     | 9'34"67  |                                          |
| 12   | Eilish Flanagan       | Irlanda       | 9"34"86  | Miglior prestazione personale            |
| 13   | Carolina Robles       | Spagna        | 9'45"37  | qR                                       |
| 14   | Adva Cohen            | Israele       | 10'05"95 |                                          |

### Finale
| Record mondiale      | Beatrice Chepkoech | 8'44"32" | Monte Carlo | 20 luglio 2018 |
| Record olimpico      | Gulnara Galkina    | 8'58"81" | Pechino     | 17 agosto 2008 |
| Capolista stagionale | Norah Jeruto       | 8'59"97  | Doha        | 28 maggio 2021 |

Mercoledì 4 agosto, ore 20:00.
| Pos.    | Atleta                | Nazionalità   | Tempo   | Note                                     |
| ------- | --------------------- | ------------- | ------- | ---------------------------------------- |
| Oro     | Peruth Chemutai       | Uganda        | 9'01"45 |                                          |
| Argento | Courtney Frerichs     | Stati Uniti   | 9'04"79 | Miglior prestazione personale stagionale |
| Bronzo  | Hyvin Jepkemoi        | Kenya         | 9'05"39 |                                          |
| 4       | Mekides Abebe         | Etiopia       | 9'06"16 |                                          |
| 5       | Gesa Krause           | Germania      | 9'14"00 |                                          |
| 6       | Maruša Mišmaš-Zrimšek | Slovenia      | 9'14"84 |                                          |
| 7       | Beatrice Chepkoech    | Kenya         | 9'16"33 |                                          |
| 8       | Zerfe Wondemagegn     | Etiopia       | 9'16"41 |                                          |
| 9       | Elizabeth Bird        | Gran Bretagna | 9'19"68 |                                          |
| 10      | Winfred Yavi          | Bahrein       | 9'19"74 |                                          |
| 11      | Geneviève Lalonde     | Canada        | 9'22"40 |                                          |
| 12      | Valerie Constien      | Stati Uniti   | 9'31"61 |                                          |
| 13      | Luiza Gega            | Albania       | 9'34"10 |                                          |
| 14      | Carolina Robles       | Spagna        | 9'50"96 |                                          |
|         | Emma Coburn           | Stati Uniti   | dq      | [ 4 ]                                    |
|         | Genevieve Gregson     | Australia     | dns     |                                          |